# KMJC
A KMJC (korábban KWSD) a Dél-oregoni Egyetem tulajdonában álló közszolgálati hírrádió az Amerikai Egyesült Államok Kalifornia államának Mount Shasta városában, a Jefferson Public Radio hálózatának része és a National Public Radio tagja. A térségben egy ultrarövidhullámú átjátszóadója (K226CO-FM) is működik.

## Története
Az 1947. június 12-én indult rádiót David Rees alapította; hívójele (KWSD) Weed, Shasta és Dunsmuir városok kezdőbetűiből állt. A csatorna az évek során rock-és countryzenét, valamint beszélgetős műsorokat is sugárzott.
1976-ban elindult a Shasta Cascade Broadcasting Corporation másik rádiója (KEDY). A KMJC munkatársai között voltak Rees és fiai, Dave és Jon, Dave fia, Dennis, valamint Dave Niles, Stephen Rizzo, Michael Killian, Jim Mourgos, Paul Whitney, Perry Sims, John Hart, Fred Gerding Jr., Timothy Harris, Mark Hickenbotham, Bill Craig, Brian Hembling és Robin Von. Nappali teljesítményét ezer, éjszakai teljesítményét ötszáz wattban állapították meg. 1990-től napnyugta után 29 wattal sugároz.
1995-ben a KEDY-vel együtt eladták a Siskiyou Radio Partnersnek, ami 2001-ben a KMJC-FM-mel, KSYC-kel, KSYC-FM-mel és KHWO-val együtt a Four Rivers Broadcastingnek értékesítette. 2002-ben a középhullámú KMJC és KSYC a Dél-oregoni Egyetem tulajdonába kerültek.
2016. június 10-én a JPR Alapítvány az üzemeltetési jogot átadta az egyetemnek.

## Fordítás
- Ez a szócikk részben vagy egészben  a   KMJC című angol Wikipédia-szócikk ezen változatának fordításán alapul.  Az eredeti cikk szerkesztőit annak laptörténete sorolja fel. Ez a jelzés csupán a megfogalmazás eredetét és a szerzői jogokat jelzi, nem szolgál a cikkben szereplő információk forrásmegjelöléseként.